# Calliostoma alisi
Calliostoma alisi là một loài ốc biển, là động vật thân mềm chân bụng sống ở biển thuộc họ Calliostomatidae.